# Agharta et Pangaea
Pour les articles homonymes, voir Agartha (homonymie) et Pangaea (homonymie).
Albums de Miles Davis
Get Up with It
(1974) Water Babies
(1976)
Agharta et Pangaea sont deux doubles albums de la période jazz-rock de Miles Davis. Ils ont été enregistrés en public au Osaka Festival Hall le 1er février 1975 au Japon.

## Historique
Agharta a été enregistré l’après-midi et Pangaea le soir.
Sonny Fortune remplace Dave Liebman dans la formation de Miles Davis. Ces deux disques sont la parfaite conclusion d’une période créatrice très riche. En 1975, Miles Davis quitte la scène pour des raisons de santé ; il ne reviendra qu’en 1981 avec l’album The Man with the Horn.

« La musique est une danse rituelle avec des guitares autour des percussions africaines et du tandem basse/batterie, zébrée des éclairs du sax ou de la trompette. »

— Franck Bergerot, Miles Davis, Introduction à l’écoute du jazz moderne, Seuil, 1996, p. 107.

## Titres

### Agharta
Toutes les compositions sont de Miles Davis.
CD 1
1. Prelude (Part One) – (22:37)
2. Prelude (Part Two) – (10:31)
3. Maiysha – (12:20)

CD 2
1. Interlude – (26:50)
2. Theme from Jack Johnson – (25:16)

### Pangaea
- CD 1

1. Zimbabwe - (41:48)

- CD 2

1. Gondwana - (46:50)

## Musiciens
- Miles Davis (trompette, orgue)
- Sonny Fortune (saxophones soprano et alto sax, flûte)
- Pete Cosey (guitare, synthétiseur, percussions)
- Reggie Lucas (guitare)
- Michael Henderson (basse)
- Al Foster (Batterie)
- Mtume (congas, percussions, water drums, boite à rythme)